# Provinz Chepén

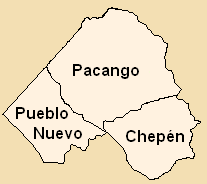
Lage der Distrikte

Die Provinz Chepén liegt in der Region La Libertad im Nordwesten von Peru. Die Provinz wurde im Jahr 1984 gegründet. Sie hat eine Fläche von 1142,43 km². Beim Zensus 2017 lebten 78.418 Menschen in der Provinz. Im Jahr 1993 lag die Einwohnerzahl bei 59.167, im Jahr 2007 bei 75.980. Verwaltungssitz ist die Stadt Chepén.

## Geographische Lage
Die Provinz Chepén liegt etwa 115 km nordnordwestlich der Großstadt Trujillo in der ariden Küstenregion Perus. Sie erstreckt sich über einen etwa 15 km breiten Küstenabschnitt an der Pazifikküste im äußersten Nordwesten der Region La Libertad. Die Provinz reicht bis zu 40 km ins Landesinnere. Der Fluss Río Jequetepeque fließt ein Stück entlang der südlichen Provinzgrenze. Im Landesinneren erheben sich die Berge der peruanischen Westkordillere.
Die Provinz Chepén grenzt im Norden an die Provinz Chiclayo (Region Lambayeque), im Osten an die Provinzen San Miguel und Contumazá (beide in der Region Cajamarca) sowie im Süden an die Provinz Pacasmayo.

## Verwaltungsgliederung
Die Provinz Chepén gliedert sich in folgende drei Distrikte. Der Distrikt Chepén ist Sitz der Provinzverwaltung.
| Distrikt     | Verwaltungssitz |
| ------------ | --------------- |
| Chepén       | Chepén          |
| Pacanga      | Pacanga         |
| Pueblo Nuevo | Pueblo Nuevo    |

## Tödlicher Verkehrsunfall von Alcalde José David Lías Ventura
Am 1. Juli 2019 verunglückte José David Lías Ventura, Alcalde Provincial von Chepén, bei einem Verkehrsunfall auf der Panamericana Norte nahe San Pedro de Lloc tödlich. Ihm folgte daraufhin María del Carmen Cubas Cáceres im Amt des Alcalde.